# Ip Man
Ip Man (Originaltitel: chinesisch 葉問 / 叶问, Pinyin Yè Wèn, Jyutping Jip6 Man4, Yale Yip Man, kantonesisch Ip Man) ist ein chinesischer Martial-Arts-Film des Hongkong-Regisseur Wilson Yip (葉偉信) aus dem Jahr 2008. Der Film basiert auf dem Leben des Kampfkünstlers und Großmeisters Yip Man (1893–1972), der die Kampfkunst Wing Chun unterrichtete und dessen bekanntester Schüler der Kampfkünstler und Filmemacher Bruce Lee war. Der Film konzentriert sich auf Ereignisse im Leben Yips in der südchinesischen Stadt Foshan während des Zweiten Japanisch-Chinesischen Krieges.

## Handlung
Der Film spielt in den 1930er Jahren. Ip Man, ein wohlhabender Kampfkünstler, lebt mit seiner Frau Yong Cheng und seinem Sohn Ip Chun in Foshan. Das Dorf ist Zentrum einiger Kampfsportschulen, die gelegentlich gegeneinander antreten, um voneinander zu lernen. Obwohl Ip Man ein angesehener und von allen respektierter Meister der Kampfkunst Wing Chun ist, vermeidet er großes Aufsehen um seine Person. Nur an wenigen Tagen gibt er hinter verschlossenen Türen Lehrstunden. Seine Frau möchte jedoch lieber, dass er die Zeit mit ihr und dem gemeinsamen Kind verbringt. Eines Tages kommt Jin Shan Zhao, ein aggressiver Meister der nördlichen Kampfkünste, mit seinen Gefährten in das Dorf und fordert alle Meister heraus. Nachdem er alle besiegt hat, möchte er auch gegen Ip Man kämpfen. Dieser lehnt jedoch zunächst ab. Erst als seine Frau dem Kampf zustimmt, tritt er an. Ip Man gewinnt den Kampf und verteidigt den Ruf der südlichen Meister im Dorf.
Während der japanischen Invasion, die im Verlauf des Zweiten Japanisch-Chinesischen Krieges im Jahr 1937 einsetzt, verändert sich das Leben aller Bewohner im Dorf. Das Haus von Ip Man wird von den Japanern besetzt und dient den Besatzern fortan als Hauptquartier. Ip und seine Familie verlieren ihren Reichtum und werden gezwungen, in ein altes Haus umzuziehen. Um seine Familie zu versorgen, nimmt Ip Man eine Arbeit als Hilfsarbeiter in einem Kohlebergwerk an. Von dort aus rekrutiert der Adjutant Sato immer wieder Arbeiter zu seltsamen Wettkämpfen, die von dem japanischen General Miura, einem Meister des japanischen Karate, in einer Sporthalle veranstaltet werden. Der General lässt dort chinesische Kämpfer gegen seine militärischen Auszubildenden antreten. Die Chinesen bekommen für jeden bestrittenen Kampf, ob gewonnen oder nicht, einen kleinen Sack Reis. Die meisten nehmen die Herausforderung an, um ihre Familien versorgen zu können.
Als Ip Mans Freund Wu Chi Lin von einem Kampf nicht zurückkehrt, geht er der Sache auf den Grund und lässt sich auch auswählen, um an einem Kampf teilzunehmen. Er wird mit anderen Chinesen in die Sporthalle gebracht. Dort sieht er seinen alten Gefährten Master Liao kämpfen. Dieser besiegt zunächst einen japanischen Kämpfer und erhält dafür folglich einen Sack Reis. Er fordert dann drei weitere Gegner heraus, möchte aber vorzeitig aufgeben. Als er versucht, den zuvor gewonnenen Sack Reis aufzunehmen, wird er von Sato erschossen. Das macht Ip Man wütend, und er fordert zehn japanische Karatekämpfer gleichzeitig heraus. Es kommt zu einem großen Kampf, den Ip Man bequem für sich entscheidet. Statt der eigentlich gewonnenen zehn Sack Reis nimmt Ip Man nur den des Master Liao auf, den er später der Familie Liaos übergibt. General Miura ist beeindruckt von Ip Mans Kampfkünsten und möchte mehr über ihn erfahren. Außerdem fordert er ihn dazu auf, gegen ihn im Kampf anzutreten. Doch Ip Man geht darauf nicht ein.
Ip Man besucht seinen alten Freund Zhou Qing Quan, der in Foshan eine Baumwollspinnerei besitzt. Dieser bittet Ip Man um Hilfe. Eine von Jin Shan Zhao geführte Räuberbande schikaniert ihn und seine Mitarbeiter und will Geld für Ware erpressen, die er Zhou Qing Quan bei einem LKW-Raub gestohlen hat. Ip Man unterrichtet daraufhin die Arbeiter in Wing Chun für ihre Selbstverteidigung. Inzwischen wird General Miura immer ungeduldiger, weil Ip Man nicht zum Kampf in die Arena zurückkehrt. Er entsendet Männer, die Ip Man suchen sollen. Die Soldaten schikanieren Ip Mans Familie, werden jedoch in einem schnellen Kampf untauglich gemacht. Da das Haus nun nicht mehr sicher ist, verstecken sich Ip Man und seine Familie. Die Räuberbande erscheint wieder in der Baumwollspinnerei, um erneut das Geld zu erpressen. Es beginnt ein Kampf, in dem die Arbeiter die von Ip Man gelernten Techniken anwenden. Rechtzeitig erscheint Ip Man, der den Kampf erfolgreich beendet. Er ermahnt Jin Shan Zhao. Dieser soll nie wieder zur Fabrik zurückkehren und die Arbeiter in Ruhe lassen.
Als Ip Man gerade zuhause ist, kommt der Polizist des Dorfes, Li Zhao, und warnt ihn davor, zur Baumwollspinnerei zu gehen, da dort japanische Soldaten auf ihn warten würden, um ihn gefangen zu nehmen. Ip Man geht trotz der Warnung dorthin und wird gefangen genommen. General Miura sagt Ip Man, dessen Leben würde verschont, wenn er die japanischen Soldaten in Wing Chun unterrichtete. Dieser lehnt jedoch ab und fordert den General zu einem Kampf heraus. Miura akzeptiert wegen seiner Liebe zu Kampfsportarten, aber auch, weil das Ablehnen der Herausforderung ein Prestigeverlust für die Japaner wäre. Der Kampf findet im Zentrum von Foshan in aller Öffentlichkeit auf einer erhöhten Kampfbühne statt. Nach einem äußerst kurzen und harten Kampf entscheidet Ip Man das Match für sich. Plötzlich schießt Adjutant Sato Ip Man in die Schulter. Dieser fällt von der Bühne zu Boden. Das entfacht eine Schlägerei zwischen dem chinesischen Publikum und den japanischen Soldaten. Währenddessen tötet Polizist Li Adjutant Sato mit dessen eigener Pistole. Der Film endet. Im Abspann wird noch erwähnt, dass Ip Man sich von der Verletzung erholte und mit seiner Familie nach Hongkong flüchtete. Dort eröffnete er eine Wing-Chun-Schule und unterrichtete zahlreiche Schüler, zu denen auch Bruce Lee gehörte.

## Hintergrund

### Uraufführung und deutschsprachige Premiere
Am 12. Dezember 2008 wurde der Film in China uraufgeführt und von Mandarin Films Distribution Co. Ltd. vertrieben. Seine deutschsprachige Premiere feierte der Film während des Asia-Filmfestes am 7. November 2009 in München.

### DVD-Veröffentlichung
Der Film erschien in Deutschland am 29. Januar 2010 auf DVD und Blu-ray Disc.

### Fortsetzungen und Serie
Im Mai 2010 wurde der Film mit Ip Man 2 fortgesetzt. Ende 2015 erschien der dritte Teil Ip Man 3.
2018 erschien Master Z: Ip Man Legacy (2018), der die Geschichte des dritten Teils anknüpft und die Geschichte des Charakters Cheung Tin-chi weitererzählt. Ip Man tritt hier außer durch Rückblenden nicht auf. 2019 wurde  Ip Man 4: The Finale veröffentlicht. Obwohl dieser der letzte Teil sein sollte, wurde im März 2023 ein fünfter Teil angekündigt.
Zudem erschienen mit den Filmen Ip Man Zero (2010) und Ip Man: The Final Fight (2013), Ip Man and Four Kings (2019), Ip Man: Kung Fu Master (2019), und Ip Man: The Awakening (2021) mehrere Werke die auch das Leben von Ip Man behandeln bzw. daran angelehnt sind, jedoch nichts mit der Reihe von Wilson Yip zu tun haben.
Seit 2012 existiert eine in China produzierte, 50 Folgen umfassende Serie IP Man – Die Serie. Kevin Cheng übernahm hier die Hauptrolle.

## Auszeichnungen
Sitges Festival Internacional de Cinema Fantàstic de Catalunya 2009
- Orient Express Award in der Kategorie Bester Film

Shanghai Film Critics Awards 2009
- Film of Merit Award

Huabiao Awards 2009
- Huabiao Film Award in der Kategorie Herausragender Nebendarsteller für Donnie Yen
- Huabiao Film Award in der Kategorie Herausragende Co-Produktion (Film) für China/Hongkong

Hong Kong Film Awards 2009
- Hong Kong Film Award in der Kategorie Bester Film
- Hong Kong Film Award in der Kategorie Beste Action Choreographie
- Nominierung in der Kategorie Bester Schauspieler für Donnie Yen
- Nominierung in der Kategorie Beste Art Direction für Kenneth Mak
- Nominierung in der Kategorie Beste Kamera für Sing-Pui O
- Nominierung in der Kategorie Bester Regisseur für Wilson Yip
- Nominierung in der Kategorie Bester Schnitt für Ka-Fai Cheung
- Nominierung in der Kategorie Beste Original Filmmusik für Kenji Kawai
- Nominierung in der Kategorie Bestes Sound Design für Kinson Tsang
- Nominierung in der Kategorie Bester Darsteller in einer Nebenrolle für Siu-Wong Fan
- Nominierung in der Kategorie Bester Darsteller in einer Nebenrolle für Ka Tung Lam
- Nominierung in der Kategorie Beste Visual Effects für Henri Wong

Golden Horse Film Festival 2009
- Golden Horse Award in der Kategorie Beste Action-Kamera für Sammo Hung Kam-Bo und Tony Leung Siu Hung

Fant-Asia Film Festival 2009
- Jury-Award in der Kategorie Technische Umsetzung

Beijing Student Film Festival
- Jury-Award in der Kategorie Bester Hauptdarsteller für Donnie Yen
- Students’ Choice Award in der Kategorie Bester Regisseur für Wilson Yip